# MEO Arena
Die MEO Arena ist eine Mehrzweckhalle in der Stadtgemeinde Parque das Nações der portugiesischen Hauptstadt Lissabon. Mit einer Gesamtkapazität von maximal 20.000 Zuschauern ist sie die größte Veranstaltungshalle des Landes. Sie wurde einst für die Weltausstellung Expo 98 errichtet und unter dem Namen Pavilhão da Utopia eröffnet. Der erst gegebene Name Oceanos e Utopías deutet auf die thematisierte Ausstellung der Expo 98 hin. Der Arena liegt zehn Minuten vom Flughafen Humberto Delgado Lissabon entfernt.

## Geschichte
Die Arena wurde vom Architekten Regino Cruz in Zusammenarbeit mit dem Architektenbüro SOM (Skidmore, Owings and Merrill) entworfen. Der Innenraum wird von einer hölzernen Dachkonstruktion abgedeckt. Die doppelstöckigen Zuschauerränge sind in Hufeisenform angeordnet. Nach der Expo 98 trug die Veranstaltungshalle den Namen Pavilhão Atlântico. 2013 wurde Portugal Telecom Namenssponsor des Gebäudes und benannte es nach seinem Produkt MEO. Die Halle wurde am 16. Oktober 2017 in Altice Arena umbenannt. Namensgeber ist das niederländische Telekommunikationsunternehmen Altice Europe, das MEO bzw. Portugal Telecom besitzt und die Namensrechte erhalten hat. Im Februar 2024 erhielt die Halle ihren alten Namen MEO Arena zurück.
Die Halle richtet Veranstaltungen von 20 bis 20.000 Zuschauern aus. Neben Sportveranstaltungen und Konzerten werden u. a. auch Tagungen, Meetings, Messen und Seminare in der Arena abgehalten. Die Halle war Austragungsort des Eurovision Song Contest 2018.
2024 übernahm die Live Nation Entertainment die Halle. Mit der Übernahme kündigte Live Nation Modernisierungsarbeiten an der Veranstaltungshalle an. Unter anderem sollen die Premium-Sitzplätze, Logen, Umkleidekabinen sowie die Essens- und Getränkestände erneuert werden und die MEO Arena für Fans und Gastkünstler attraktiver gemacht werden.

## Konzerte (Auswahl)
Die Mehrzweckhalle ist neben den Sportveranstaltungen eine häufig genutzte Konzertarena in der zahlreiche nationale und internationale Künstler und Bands auftreten.

### International
- 30 Seconds to Mars
- Adele
- Alicia Keys
- Anastacia
- Andrea Bocelli
- Axwell Ingrosso
- Beyoncé
- Britney Spears
- Bruno Mars
- Coldplay
- Depeche Mode
- DVBBS
- Eric Clapton
- Elton John
- Florence + the Machine
- Hardwell
- Joe Cocker
- Justin Bieber
- Kendrick Lamar
- Lady Gaga
- Madonna
- Martin Garrix
- Miley Cyrus
- Muse
- One Direction
- Prince
- Rihanna
- Selena Gomez
- Swedish House Mafia
- U2
- The Who
- Roger Waters

### Portugiesisch
- Da Weasel
- Pedro Abrunhosa
- DJ KURA
- Mariza
- Tony Carreira
- Rui Veloso
- Xutos & Pontapés

### Brasilianisch
- Diante do Trono
- Daniela Mercury
- Ivete Sangalo
- Maria Rita
- Roberto Carlos

### Deutsch
- Tokio Hotel
- Rammstein
- Scorpions

## Galerie

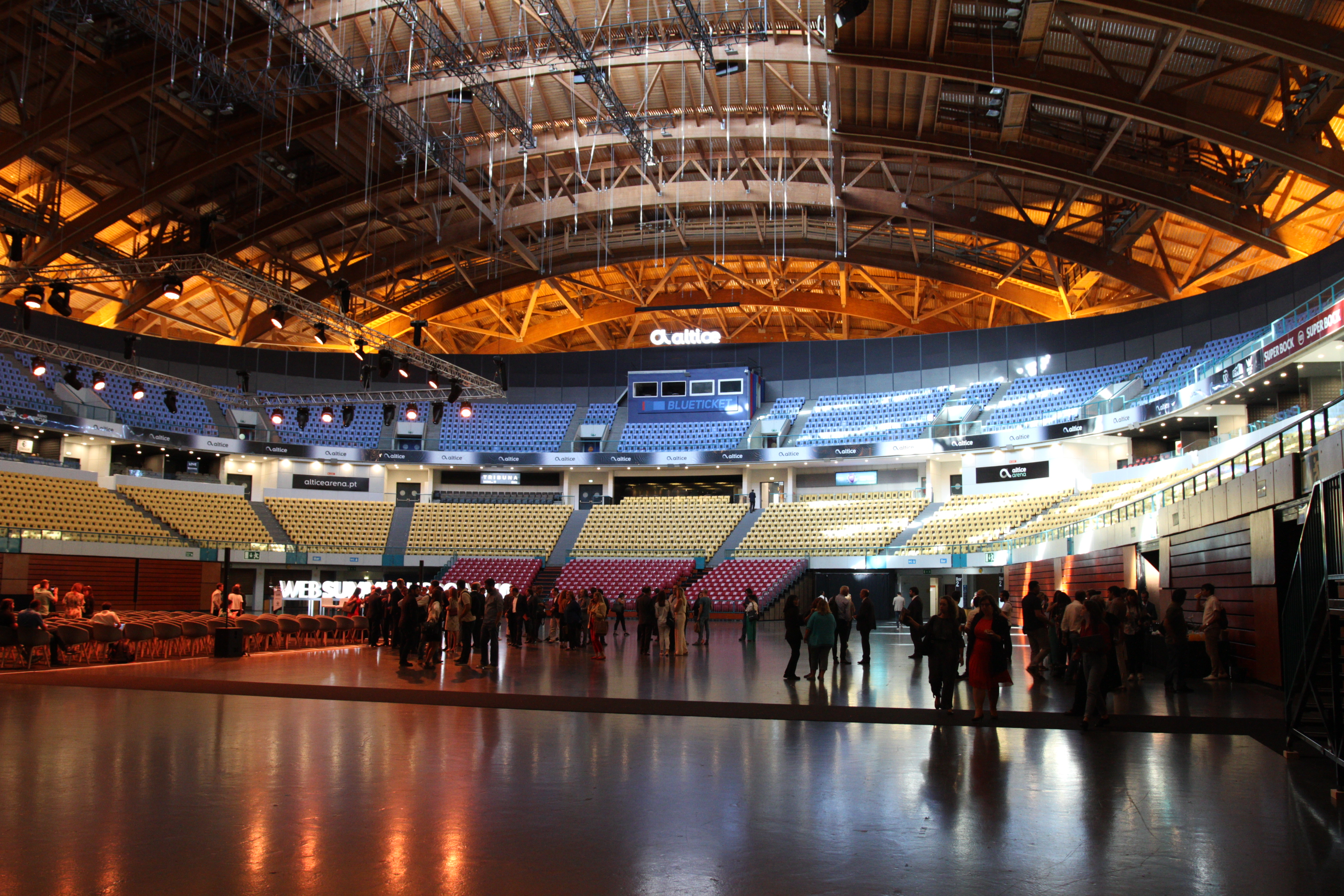
Innenansicht der Altice Arena mit Blick auf die hinteren Ränge
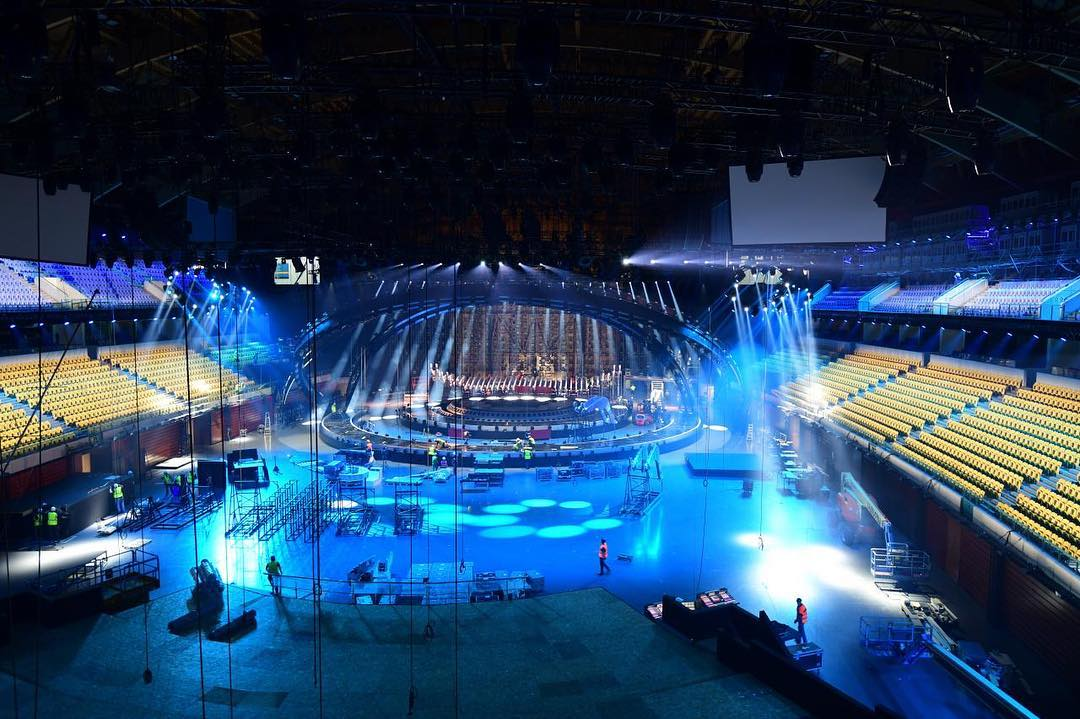
Aufbauarbeiten der Bühne vor Beginn des Eurovision Song Contest 2018